# Hypoeschrus strigosus
Hypoeschrus strigosus is een keversoort uit de familie boktorren (Cerambycidae). De wetenschappelijke naam van de soort is voor het eerst geldig gepubliceerd in 1817 door Gyllenhal in Schönherr.